# Павликіани
Павликіани (вірм. Պաւլիկեաններ) — християнська адопціоністська секта, що існувала в VII—IX століттях у Вірменії та східних фемах Візантійської імперії. З нею був пов'язаний мілітаризований рух. У Середньовіччі павликіан звинувачували в прихильності до гностицизму та маніхейства.
Засновником секти був вірменин Костянтин, який прийняв ім'я Сильвана. Він об'єднав у своєму вченні християнську доктрину з дуалістичними поглядами. Через переслідування у Візантії, павликіани у IX столітті переселилися в ту частину Вірменії, що була під владою Аббасидського халіфату. Приблизно у 844 році, вони утворили свою власну державу поблизу Тефріке. Звідти вони робили рейди на територію Візантії до початку 870-х років. При басилевсі Василі I візантійці знищили їхню державу, однак ті з павликіан, котрі' не бунтували, продовжували жити в різних частинах імперії. Костянтин V переселив багатьох із них у Фракію. Поступово секта занепадала. У XVII ст. частина павликіан переселилася в околиці міста Банат, що було тоді під владою Австрії. Там вони відомі як банатські болгари, які, утім є звичайними католиками.
Зародилася в VII столітті у Вірменії, в VIII—IX століттях набуло широкого поширення в Малій Азії і європейських володіннях Візантійської імперії. Своєю метою павликіани вважали збереження споконвічної чистоти християнства, звільнення його від усіх «елементів» язичництва та ідолопоклонства. У Східній Вірменії аналогом павликіан були тондракійці. Назва «павликіани» дана їм їх противниками; самі вони називали себе просто «християнами», в той час, як послідовників церков Візантійської імперії вони іменували «ромеями», вважаючи їх відступниками від істинного вчення Христа. Назва «павликіани» походить від імені апостола Павла, якого павликіани, імовірно, шанували вище інших апостолів. Основне ядро руху становили селяни і частково міські низи, хоча послідовники павликіан були в різних прошарках суспільства. Головними збереженими до наших днів джерелами з історії павликіан є праці вченого ченця Петра Сицилійського і патріарха Фотія.

## Віровчення
Згідно з ученням павликіан, істинний, досконалий Бог має пряме відношення тільки до духовного світу, тоді як творцем видимого світу є деміург. Павликіани звинувачували католицьку церкву в тому, що вона не розрізняє ці дві сутності, і, фактично, поклоняється деміургові. У своїх диспутах з православними павликіани підкреслювали, що, на відміну від православних, які поклоняються творцеві цього світу, самі вони вірять в того, про кого Ісус говорив: «А ви ані голосу Його не чули ніколи, ані виду Його не бачили» (Ів. 5:37).
Павликіани дотримувалися дуалістичної антропології: в їхньому уявленні, людська природа складається з двох сутностей: створеною деміургом тілесної, що складається з матерії, і духовної, що має божественне походження. При цьому зародок божественного життя міститься в кожній людині, і кожен, за сприятливих умов, здатний в тій чи іншій формі сприйняти послання божественної правди. Деміург, «сотворив» людину шляхом з'єднання його духовної і тілесної сутностей, намагався утримати першу людину в абсолютному рабстві. Перша людина не повинна була усвідомлювати свою вищу природу, щоб у неї не виявилося прагнення вивільнитися з царства деміурга. Звідси — і веління не їсти від дерева пізнання добра і зла. Але Адам не послухався повеління деміурга, і його непослух розірвав кайдани рабства; таким чином, він і його рід досягли усвідомлення своєї вищої природи. Петро Сицилійський відзначає, що павликіани не вважали гріхопадіння в Едемі гріхом, а навпаки, благом і необхідною передумовою для майбутнього спокутування.
Павликіани вірили в існування іманентного зв'язку між людськими душами і Всевишнім Богом, зв'язку, який не може бути зруйнований деміургом. Кожна душа містить Божественне одкровення, і завдяки цьому здатна протистояти впливу деміурга. Це, на думку павликіан, підтверджують слова з Євангелія від Іоанна: «У ньому було життя, і життя було Світлом людей. А Світло у темряві світить, і темрява не огорнула його» (Ів. 1: 4-5). Це світло зокрема проявляє себе у притаманному всім людям почутті правди. Разом з тим, людині властива свобода волі, і саме від її рішення залежить, підкориться він владі гріха, пригнічуючи зерно божественного світла у своїй душі, або ж буде слідувати шляхом, визначеним божественним одкровенням, тим самим, плекаючи в собі зерно божественного життя, даруючи йому свободу і силу. При цьому, як би низько не впала людина, завдяки самій своїй природі вона не може бути повністю і назавжди позбавлена вічної своєї причетності до Бога.
Уявлення павликіан про природу Ісуса Христа — близькі до докетизму. Спаситель, згідно з вченням павликіан, прийшов на Землю як небесна істота, будучи посланцем Вищого світу, і після виконання Своєї земної місії, повернувся до Свого небесного помешкання. Тіло Спасителя нагадувало звичайне тільки зовнішнім виглядом, насправді ж, складалося з якоїсь «тонкої» речовини, принесеної з Вищого світу, що дало йому можливість зробити чудеса, описані в Євангеліях.
Марія (мати Ісуса) послужила лише каналом, інструментом пришестя Спасителя в цей світ. Тому павликіани категорично противилися шануванню Марії як Богоматері. При цьому, вони посилалися на вказівки, що містяться в Євангеліях про те, що в Неї були інші сини після Ісуса — отже, Вона не може вважатися «дівою» (Мф. 12: 46–48; Мф. 13: 55-56; Лк. 8: 19-21).
Павликіани надавали розп'яттю Христа символічне значення: Христос зійшов з божественного світу в царство деміурга, «пропустивши» Себе через нього (подібно до того, як вода проходить через ґрунт). Павликіани не приймали властивої сучасним християнам доктрини спокутної жертви Христа який, ніби то спокутав Своїми стражданнями гріхи людства, вважаючи це абсурдом. Вони засуджували поклоніння хресту, як до шматку дерева, знаряддю страти злодіїв і символу прокляття і, разом з тим, поважали хрест, як геометричну фігуру, що має символічне значення.
Павликіани виступали за відновлення простоти, яка була властива апостолам. Вони були противниками численних зовнішніх церковних церемоній і ритуалів, що, на їхню думку, свідчить про духовну кризу християнських церков. Павликіани рішуче боролися проти уявлень про магічні ефекти від «зовнішніх» церемоній, особливо — церковних таїнств, нібито здатних зцілювати хвороби, вирішувати інші проблеми. Вони заперечували хрещення водою, стверджуючи, що під хрещенням Христос мав на увазі лише хрещення Духом, оскільки, завдяки своїм вченням, Христос Сам став живою водою для очищення людської природи. Також вони заперечували причастя, стверджуючи, що поїдання плоті і крові Христа насправді є метафорою, суть якої полягає у вступі до життєвого зв'язку з Ним, допомогою прийняття Його вчення, Його слова, які є суттю Його справжнього тіла і крові.
Павликіани рішуче виступали проти розкоші і розбещеності духовенства, відкидали церковну ієрархію, вимагали спрощення церковних обрядів. Павликіани засуджували шанування святих та ікон, вважаючи це ідолопоклонством. Вони вимагали відновлення соціальної рівності за прикладом ранньохристиянських громад, яку вони розуміли не тільки як рівність перед Богом, але і як соціальну рівність.

## Історія

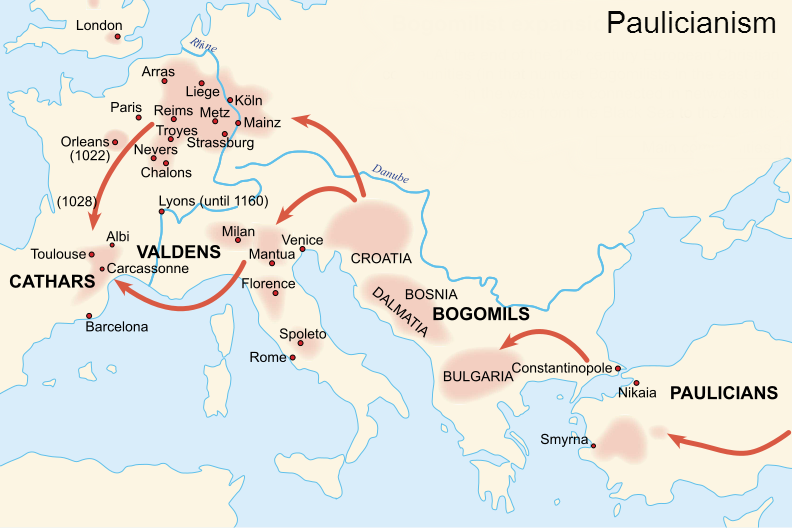
Виникнення ранніх християнських єресей

Засновником церкви павликіан був вірменин Костянтин з села Мананаліс поблизу Самосати, що вчив у другій половині VII століття. Костянтин прийняв ім'я Сильван, на честь сподвижника Павла. Цим була закладена традиція серед павликіан називати себе іменами сподвижників Павла.
Діяльність Костянтина-Сільвана охоплювала період 657—684 рр. У 684 році візантійський імператор Костянтин Погонат послав офіцера на ім'я Симеон в райони діяльності павликіан з метою придушення їх руху і покарання лідерів. У результаті за наказом Симеона, Костянтин-Сільван був страчений. Разом з тим, захоплені в полон павликіани, в більшості своїй, не зреклися своєї віри. Під час бесід з ними, на Симеона справила враження християнська щирість павликіан та принципи їх віри. Симеон повернувся в Константинополь, потай розділяючи переконання павликіан, але, будучи не в силах приховувати своїх переконань, таємно відбув до Кібоссу, де проживали павликіани. Незабаром Симеон очолив рух, взявши собі ім'я Тит. Протягом 3-х років керівництва Симеона, в рух влилося безліч нових прихильників, але вже в 690 р імператор Юстиніан II організував нову каральну експедицію, в результаті якої Тит і багато інших були страчені.
Серед тих, що вижили в цьому зачищенні був якийсь Павло, який очолив рух, призначивши своїм наступником свого старшого сина Гегнезія (Тимофія). Гегнезій активно служив церкві павликіан протягом тридцяти років, а по його смерті, його змінив син Захарія, при якому вплив павликіан поширилося за межі Вірменії на територію Малої Азії.
Найвищого процвітання церква павликіан досягла при керівництві Сергія. Сергій походив з села Анія в околицях міста Тавія в Галатії і приєднався до церкви в молодому віці. Він старанно працював на благо церкви 34 роки, об'їздивши всю Малу Азію, для сприяння зміцненню та розвитку місцевих громад павликіан та розповсюдження їх віри. Він намагався у всьому слідувати апостолу Павлу, зокрема, відмовляючись отримувати кошти від інших і заробляючи на життя працею своїх рук (працюючи теслею). Навіть противники Сергія визнавали його високі моральні якості, добросердість, суворе дотримання проголошуваних етичних принципів у повсякденному житті. Сергій завойовував послідовників тим, що проповідував і демонстрував своїми вчинками практичну сторону християнського вчення, яке церковники зводили до формальної ортодоксії. Також Сергій привертав до себе прихильників, демонструючи суперечності між багатьма церковними приписами, і невідомими мирянам висловлюваннями євангелістів і св. Павла. Слухачами Сергія були не тільки миряни, але й ченці і священнослужителі.

## Повстання
Репресії на адресу павликіан поновилися за часів правління імператора Лева V Вірменина. Він призначив інквізиторів — єпископа Хому і абата Паракондакеса — яким ставилося наставляти і повертати в лоно церкви тих, хто покаявся, і передавати мечу найзавзятіших єретиків. Жорстокість інквізиторів спровокувала повстання павликіан в місті Ціносхора. Повсталі стратили інквізиторів, після чого втекли в Арабський халіфат і заснували свою колонію поблизу Мітилени. Після придушення повстання Фоми Слов'янина до них приєдналися залишки армії повстанців. Сарацини дружньо прийняли павликіан як ворогів Візантійської імперії, і виділили їм для проживання місто Аргаум. Тривалі переслідування павликіан у Візантії змушували все більше їх число переселятися в Арабський халіфат. Невдовзі сюди переселився і Сергій. У відсутність переслідувань павликіани сформували значну силу. Часом вони здійснювали набіги на сусідні провінції, в ході яких забирали полонених, яких намагалися навернути в свою віру. Сергій намагався відмовити від цього своїх прихильників, але його не завжди слухалися. Загинув Сергій в 835 році: під час лісорубних робіт, його вбив фанатичний прихильник грецької церкви.

## Держава павликіан: розквіт і падіння

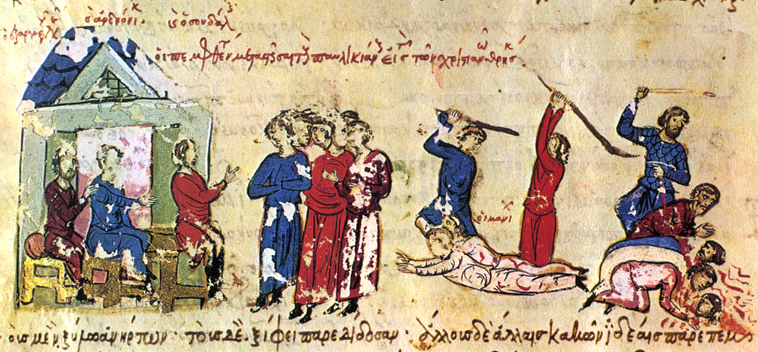
Різанина павликіанів за імператриці Феодори, малюнок XII—XIII ст.

Гоніння на павликіан Візантії посилилися з приходом до влади імператриці Феодори. Рух очолив Карбо (Карвеас), який заснував державу павликіан і побудував на березі Євфрату в Західній Вірменії фортецю Тефріку (нині — турецьке місто Дівригі), що стала їх столицею. Це територія відповідала одному з регіонів Малої Вірменії (Փոքր Հայք). Павликіанам вдалося створити сильну незалежну від Візантії і Арабського халіфату державу, куди стікалися селяни-втікачі і міська біднота. Звідси вони робили успішні набіги на Візантію. На чолі армії з павликіан і мусульман, Карвеас не раз нападав на Візантію і розбивав загони, що виходили проти нього. Хрісохір, його пасинок і спадкоємець, пройшов по всій Малій Азії, розграбував Никею і Нікомідію, Анкіру і Ефес, що не здаючись, ні на погрози, ні на мирні обіцянки Василя І Македонянина. Візантії і «павликіанам» не вдалося домовитися про мир, імператор Василь I, стривожений силою павликіан, організував похід на Тефріку, але він закінчився крахом, а павликіани, в ході успішної контратаки, захопили Анкару. У 871 р. Хрісохір потрапив у засідку і був убитий, а послідовники його відкинуті до їх гірських твердинь. Під час одного з походів, павликіанам вдалося взяти Ефес, перетворивши його церкву св. Іоанна в стайню. Під час цього походу, павликіани захопили в полон безліч священнослужителів. Для організації обміну полоненими Василій I Македонянин у 868 р відправив до павликіан послом вченого ченця Петра Сицилійського. Він прожив 9 місяців серед павликіан і пізніше описав зібрані ним факти в книзі, яка досі є основним джерелом з історії павликіан. Одночасно павликіани організовували походи проти ортодоксальних вірмен і арабів.
Зрештою, зятю Василя I, Христофору в 872 році вдалося розбити державу павликіан і захопити Тефріку. По всій Західній Вірменії було умертвлено близько 100000 павликіан (деякі історики нараховували до 400000 жертв); багато з тих, хто вижив, тікали в Східну Вірменію і об'єдналися з іншим вірменським рухом тондракійців, які були близькі до Павликіан.

## Спадщина і вплив вчення павликіан
У 970 р Іоанн Цимісхій поселив велику колонію павликіан у Фракії, близько Філіппополя для охорони кордону, гарантувавши їм повну релігійну свободу. Ця колонія існувала понад 100 років, до тих пір, поки імператор Олексій I Комнін не спробував навернути їх у візантійську віру силою зброї.
У XI—XII століттях павликіани залишалися вірними Візантії, беручи на її боці участь в битвах з норманами, хоча візантійці і робили спроби навернути їх у свою віру. Під час захоплення Константинополя хрестоносцями (1204 р.), вони ще застали там павликіан. Хоч і нечисленні, громади павликіан продовжували існувати практично все 2 тисячоліття н. е., поширившись по всій території Візантії. Так, у XVIII ст. через релігійні переслідування турками громади м. Нікополіса (поблизу Дунаю) павликіани втекли за Дунай, осівши в Банаті (входив тоді до складу Австро-Угорщини). Ці переселенці стали називатися банатськими болгарами. Дотепер на кордоні Румунії та Сербії мешкає 10-15 тисяч нащадків павликіан — Банатських болгар (хоч вони і забули свої колишні вірування і зараз сповідують римо-католицтво). Частина павликіан ісламізувалися (помаки) і проживають у країнах: Болгарія, Греція, Туреччина і Македонія. На території східної Вірменії сліди павликіан простежуються до середини XIX століття.
Британський дослідник Фредерік Конібер зафіксував дискусії між павликіанами та вірменським єпископом у 1837 році.
Духовним продовженням павликіан і тондракійців є катари, альбігойці, богоміли та інші впливові єретичні рухи епохи Середньовіччя.